# Лев Полосин и Борис Кузнецов
Лев Поло́син и Бори́с Кузнецо́в — советский вокальный дуэт артистов Москонцерта (тенор и баритон), существовавший в 1960—1980-х годах. Репертуар артистов составляла советская песенная классика, многие произведения популярных композиторов прозвучали в их исполнении впервые. Лауреаты всесоюзных и международных конкурсов песни, заслуженные артисты России.

## Участники
- Лев Владимирович Полосин (род. 25 декабря 1939, с. Авилово, Волгоградская область) учился в Криворожском горном техникуме, в 1965 году окончил вокальное отделение Государственного музыкального училища имени Гнесиных, в 1991-м — режиссёрский факультет Государственного института театрального искусства имени А. Луначарского. В 1995 году удостоен звания Заслуженного работника культуры Российской Федерации. Награждён медалями ордена «За заслуги перед Отечеством» II и I степени (2001, 2010) и др. медалями. Директор концертного филармонического объединения Москонцерта[1].
- Борис Владимирович Кузнецов (1 мая 1933, Москва — 2 августа 2008, Москва) работал на Московском радиозаводе литейщиком, окончил вокальное отделение Государственного музыкального училища имени Гнесиных. Последние годы работал в Москонцерте в должности руководителя редакционного отдела детского концертного объединения[2]. Похоронен на Митинском кладбище[3].

## История
В студенческие годы Лев Полосин и Борис Кузнецов участвовали в художественной самодеятельности. В разное время поступив в Государственное музыкальное училище имени Гнесиных для совершенствования вокального мастерства, обучались у одних педагогов, в числе которых были Г. А. Абрамов, С. М. Хромченко и др. Дуэт тенора Полосина и баритона Кузнецова возник по предложению их общего педагога по классу камерного ансамбля Б. М. Шляхтера. Содружество сложилось не сразу — у вокалистов возникали конфликты, появлялось намерение разойтись, но дуэт сохранился.
Первое совместное выступление артистов состоялось в 1963 году в московском Театре эстрады, где Полосин и Кузнецов исполнили три песни в сопровождении инструментального ансамбля под руководством Давида Тухманова.
В дальнейшем дуэт много гастролировал по Советскому Союзу — артисты выступали на целине, советских «комсомольских стройках» Сибири и Дальнего Востока, перед нефтяниками Татарии, рыбаками Балтики, моряками-североморцами, на «Азовстали» и «Атоммаше», в Тюмени, Магнитогорске и др. Полосин и Кузнецов принимали участие в конкурсах песни в Болгарии, Югославии, ГДР, Польше, Чехословакии.
Песни в исполнении дуэта звучали по радио, записывались на грампластинки.

## Репертуар
Репертуар дуэтистов насчитывал свыше 600 песен советских композиторов на гражданскую и героическую тематику: песни революции, Гражданской и Великой Отечественной войн, песни первых пятилеток, ряд песен о молодёжи, выборе жизненного пути, комсомольские песни и пр.
В 1960—1980-х годах Полосин и Кузнецов были первыми исполнителями многих песен популярных советских композиторов — М. Фрадкина, С. Туликова, Е. Жарковского, С. Каца, Е. Птичкина, П. Аедоницкого и др. Значительное место в репертуаре дуэта занимали песни А. Пахмутовой. Одной из самых популярных песен дуэта в сопровождении хора Московского Военного округа стала песня «Маруся», записанная для кинофильма «Иван Васильевич меняет профессию». 
По оценке поэта-песенника Льва Ошанина, репертуар дуэтистов составила советская «песенная классика»:

Это песенная биография нашей страны.

## Награды
- 1977, 1978 — лауреаты Всесоюзного конкурса на лучшее исполнение советской песни[1][2].
- 1978 — лауреаты международного конкурса патриотической песни (Колобжег, Польша)[1][2].

## Избранная дискография
- 1968 — Школьные песни («Мелодия». Д 00021831-32)
- 1969 — Ребята 70-й широты («Мелодия». Д 00026195-6)
- 1971 — Увезу тебя я в тундру («Мелодия»)
- 1976 — Обещание («Мелодия». Г62—05347-8)
- 1977 — Борис Кузнецов и Лев Полосин («Мелодия». Г62—06207-08)
- 1982 — Лев Полосин и Борис Кузнецов («Мелодия». С60—11379-80)[8]

## Оценки
Безупречная музыкальность певцов, их тонкий вкус, большая любовь к песне — главная составляющая в творчестве дуэта.
Коллеги-современники оставили высокие оценки творчества Льва Полосина и Бориса Кузнецова. По оценке композитора Александры Пахмутовой, дуэт отличали «строгая, сдержанная манера артистов, внимание к слову, глубокая и искренняя вера в то, о чём они поют».
Композитор и дирижёр В. М. Мещерин отмечал «умение выбрать свою песню», «взыскательность и профессионализм» артистов:

Высокое вокальное мастерство, проникновенность, задушевность и тёплая лирика звучит в каждой песне вокального дуэта.
По оценке Moskva.FM, в дуэте Полосина и Кузнецова «ярко отразились единое ощущение и понимание стиля исполняемых произведений, полное тембральное слияние, однородность и завершённость нюансировки».